# Trigonidium acuminatum
Trigonidium acuminatum é uma orquídea encontrada da Colômbia à Bolívia e do Suriname à Venezuela .

## Taxonomia
O epíteto específico acuminado é derivado da forma acuminada das sépalas em comparação com outras espécies.

## Descrição
Trigonidium acuminatum tem 15-18 centímetros de altura com pseudobulbos canelados e uma folha estreita que se curva na ponta. O caule de floração é ligeiramente mais alto que as folhas, com uma flor listrada amarelo-marrom de 1.7 centímetros largura. As longas sépalas formam uma flor tubular que se abre no final. As manchas avermelhadas das pequenas pétalas estão localizadas dentro do tubo. Essas manchas atraem abelhas machos para realizar pseudocópula com a flor da orquídea. As pétalas são ovóides e afuniladas na ponta, e são semelhantes em tonalidade às sépalas. O lábio e a coluna estão escondidos dentro do tubo.

## Taxonomia
A espécie foi descrita em 1838 por James Bateman.

## Conservação
A espécie faz parte da Lista Vermelha das espécies ameaçadas do estado do Espírito Santo, no sudeste do Brasil. A lista foi publicada em 13 de junho de 2005 por intermédio do decreto estadual nº 1.499-R.